# ایم نایون (آلبوم چندآهنگه)
ایم نایون (‎/aɪm nɑːjʌn/‎ eye-m na-yun) نخستین آلبوم چندآهنگه از خواننده کره‌ای ایم نایون عضو گروه دخترانهٔ توایس است. این ئی‌پی توسط جی‌وای‌پی انترتینمنت و ریپابلیک رکوردز در ۲۴ ژوئن ۲۰۲۲ منتشر شد. ایم نایون شامل چهار قطعه و تک‌آهنگ آغازین آن «پاپ» است.

## نام
عنوان آلبوم یعنی ایم نایون، املای تقریباً یکسانی با نام خانوادگی خواننده دارد و شکل اختصاری عبارت انگلیسی «I'm» است.

## جدول‌های موسیقی
| جدول (۲۰۲۲)                                   | بهترین جایگاه |
| --------------------------------------------- | ------------- |
| آلبوم‌های دیجیتال استرالیایی (ای‌آرآی‌ای)        | ۲۱            |
| آلبوم‌های هیت‌سیکرز استرالیایی (ای‌آرآی‌ای)       | ۲             |
| آلبوم‌های کانادایی (بیلبورد)                   | ۵۴            |
| آلبوم‌های فنلاندی (جدول رسمی فنلاند)           | ۲۵            |
| آلبوم‌های ژاپنی (اوریکون)                      | ۶             |
| آلبوم‌های دیجیتال ژاپنی (اوریکون)              | ۷             |
| آلبوم‌های داغ ژاپنی (بیلبورد ژاپن)             | ۱۹            |
| آلبوم‌های لهستانی (زدپی‌ای‌وی)                   | ۳۸            |
| آلبوم‌های کره جنوبی (گائون)                    | ۱             |
| آلبوم‌های دیجیتال بریتانیا (شرکت جدول‌های رسمی) | ۶۹            |
| بیلبورد ۲۰۰ ایالات متحده                      | ۷             |
| آلبوم‌های جهانی ایالات متحده آمریکا(بیلبورد)   | ۱             |

| جدول (۲۰۲۲)               | بهترین جایگاه |
| ------------------------- | ------------- |
| آلبوم‌های ژاپنی (اوریکون)  | ۲۳            |
| آلبوم‌های کره جنوبی (سرکل) | ۳             |

## تاریخچه انتشار
| منطقه               | تاریخ          | فرمت(ها)                   | ناشر             | منابع         |
| ------------------- | -------------- | -------------------------- | ---------------- | ------------- |
| مختلف               | ۲۴ ژوئن ۲۰۲۲   | سی‌دی دانلود دیجیتال استریم | جی‌وای‌پی ریپابلیک | [ ۲۰ ] [ ۲۱ ] |
| ایالات متحده آمریکا | ۱۸ نوامبر ۲۰۲۲ | وینیل                      | جی‌وای‌پی ریپابلیک | [ ۲۱ ]        |